# Portada/efemèride maig 12
Jordi Bonet i Armengol
« 11 de maig · 12 de maig · 13 de maig »